# The Howff

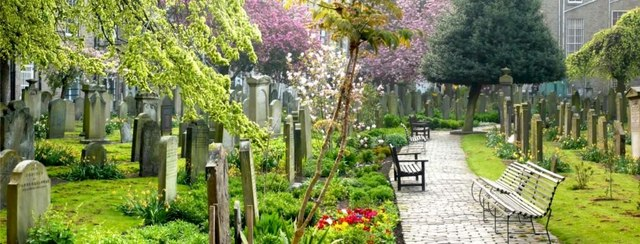
The Howff

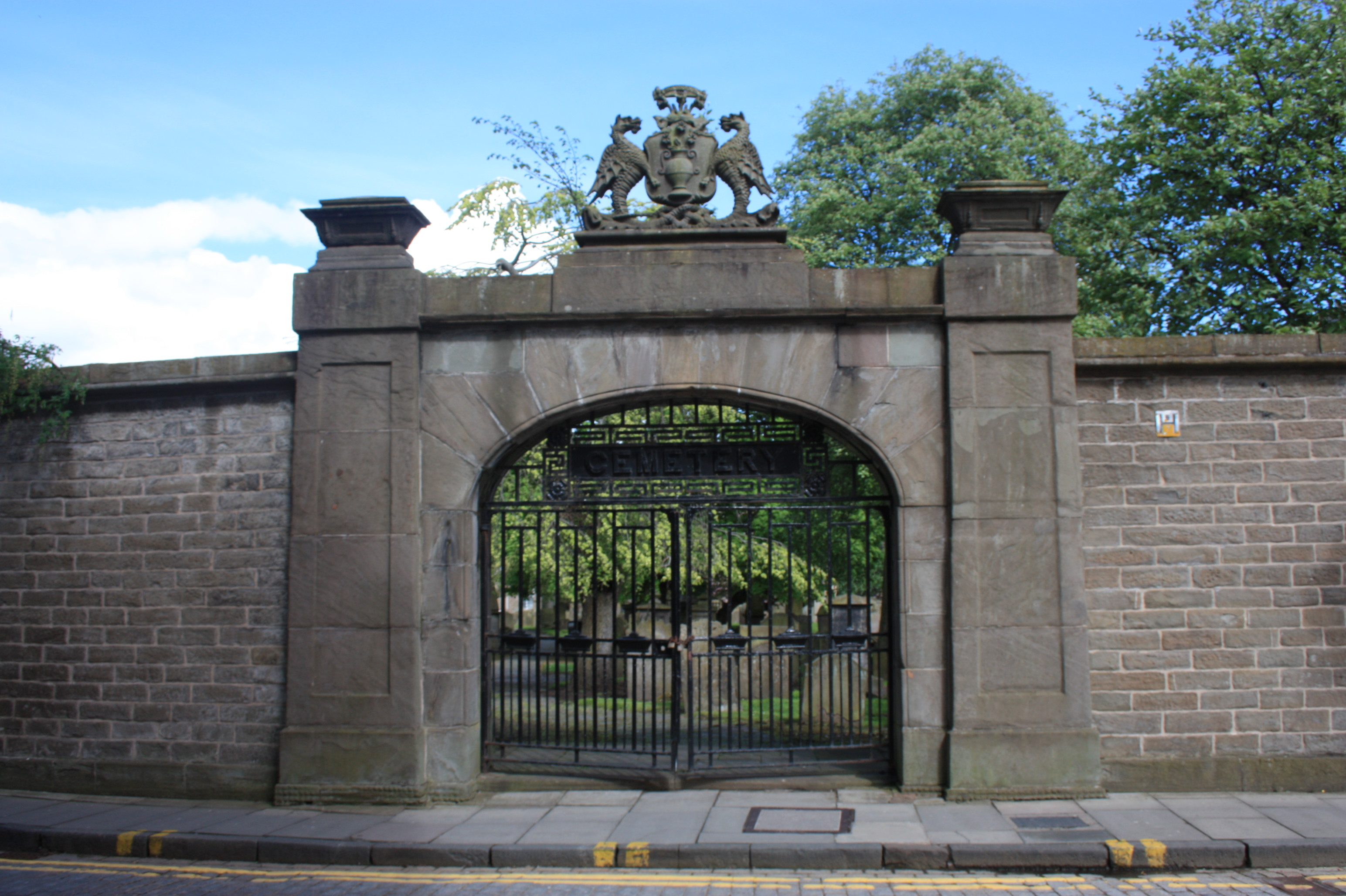
Das 1833 gestaltete Westtor

The Howff ist ein Friedhof in der schottischen Stadt Dundee in der gleichnamigen Council Area. 1963 wurde das Bauwerk in die schottischen Denkmallisten in der höchsten Denkmalkategorie A aufgenommen.

## Geschichte
Am Standort befand sich seit dem Mittelalter ein Kloster des Franziskanerordens. Nach der schottischen Reformation und der Säkularisation der Klöster stellte Königin Maria Stuart 1564 den ehemaligen Klosterhof zur Nutzung als Friedhof zur Verfügung. Die Grabmonumente stammen aus der Zeit zwischen dem 16. und dem 19. Jahrhundert. Die blinde Arkade wurde 1601 hinzugefügt. Die Mauer entlang der Nordflanke wurde 1828 durch David Neave neu aufgebaut. Das Westtor wurde 1833 nach einem Entwurf James Blacks gestaltet.

## Beschreibung
Der Friedhof nimmt ein Karree zwischen den Straßen Meadowside, Barrack Street, Bank Street und Reform Street im Zentrum Dundees ein. Die hohe Umfriedungsmauer besteht aus Bruchstein beziehungsweise Sandsteinquadern an der Westflanke. Die möglicherweise einst offene blinde Arkade ist mit skulpturierten Kapitellen ausgestaltet. Das hohe, zweiflüglige Gusseisenportal befindet sich entlang der Barrack Street an der Westflanke. Die Ansammlung reich ornamentierter Grabmonumente aus mehreren Jahrhunderten steht in Schottland nur hinter dem Greyfriars Kirkyard in Edinburgh zurück.